# Вознесенское (Богородский район)
Вознесенское — деревня в Богородском районе Нижегородской области. Входит в состав Алешковского сельсовета. Население 5 (2010) человек

## Общая физико-географическая характеристика
Географическое положение
По автомобильным дорогам расстояние до областного центра города Нижнего Новгорода составляет 55 км, до районного центра города Богородска — 12 км. Абсолютная высота 147 метров над уровнем моря.
Часовой пояс
Вознесенское, как и вся Нижегородская область, находится в часовой зоне МСК (московское время). Смещение применяемого времени относительно UTC составляет +3:00.

## История
В «Списке населенных мест» Нижегородской губернии по данным за 1859 год значится как сельцо владельческое при пруде в 28 верстах от Нижнего Новгорода. Относилась ко второму стану Горбатовского уезда. В сельце насчитывалось 15 дворов и проживало 155 человек (69 мужчин и 86 женщин).

## Население
| 1999 | 2002 | 2010 |
| ---- | ---- | ---- |
| 0    | ↗1   | ↗5   |

Национальный состав
Согласно результатам переписи 2002 года, в национальной структуре населения русские составляли  100% из одного человека.